# 密斑鴛鴦鮨
密斑鴛鴛鮨為輻鰭魚綱鱸形目鱸亞目鮨科的其中一種，分布於東太平洋區，從加利福尼亞灣至秘魯海域，棲息深度可達30公尺，體長可達30公分，棲息在海草生長的礁沙混合區，屬肉食性，夜間捕食甲殼類。

## 擴展閱讀
維基物種上的相關：密斑鴛鴛鮨